# NGC 1200
NGC 1200 è una vasta galassia lenticolare situata nella costellazione dell'Eridano, a una distanza di circa 186 milioni di anni luce dalla nostra Via Lattea.

## Scoperta
La galassia è stata scoperta il 27 novembre 1785 dall'astronomo britannico di origine tedesca William Herschel.

## Descrizione
Data la sua luminosità superficiale pari a 14,06, NGC 1200 può essere classificata come una galassia a bassa luminosità superficiale (nella letteratura in lingua inglese abbreviata in LSB, acronimo di Low Surface Brightness). Le galassie LSB sono galassie di tipo diffuso (D) con una luminosità superficiale inferiore di almeno una magnitudine a quella del cielo notturno circostante.

## Supernova
Il 27 gennaio 2008, all'interno di NGC 1200 è stata scoperta a Yamagata in Giappone la supernova SN 2008R, dall'astronomo giapponese Koichi Itagaki. La supernova è stata classificata di tipo Ia.